# Polyplectropus nocturnus
Polyplectropus nocturnus là một loài Trichoptera trong họ Polycentropodidae. Chúng phân bố ở miền Cổ bắc.